# Barłaam z Antiochii
Barłam – święty Kościoła katolickiego, męczennik.
O kulcie otaczającym tę postać wiemy ze świadectw św. Jana Chryzostoma, św. Bazylego, a odrębność Barłaama z Antiochii od Barlaama pustelnika wykazał bollandysta Hippolyte Delehaye SJ (1859 – 1941). Wszystko co wiadomo o Barłaamie to, że nie uległ torturom aż do męczeńskiej śmierci i nie złożył ofiar pogańskim bogom. Mimo iż nie jest znana data śmierci na dzień wspomniena wyznaczono 19 listopada.